# Les amis du rail d'Halanzy
Les amis du rail d'Halanzy est une association belge de promotion et de défense du rail au niveau local. Elle fut fondée en 1985 à Halanzy en province de Luxembourg.

## Histoire
L'association fut créée le 15 novembre 1985 à la suite d'une exposition d'articles souvenirs concernant la ligne 165 de transport de passagers entre Virton-Halanzy-Athus et Arlon, fermée un an auparavant. En 1991, la commune d'Aubange met un local à la disposition de l'association dans le village d'Halanzy mais le reprend trois années plus tard. Les amis du rail déménagent alors au premier étage de la gare d'Halanzy alors inoccupé et délabré, le tout en accord avec la Société nationale des chemins de fer belges (SNCB).
Depuis mai 2010, ses bénévoles ont rouvert le guichet de la gare en collaboration avec la SNCB. Ces guichets sont accessibles le mardi et le vendredi de 18 h à 20 h 15.
Le président de l'association est Michel Ambroise.

## Objectifs

### La défense de lignes ferroviaires
Les amis du rail s'intéressent particulièrement aux lignes suivantes:
- La ligne 42 Liège - Luxembourg :

Les navetteurs se plaignent de cadences de trains trop peu nombreuses ainsi que de problème de mobilité, notamment au niveau des parkings mis à leur disposition. 
- La ligne 43 Liège - Marloie :

- La ligne 163 Libramont-Bastogne :

Fermée le 23 mai 1993, cette ligne est aujourd'hui à l'abandon et la ville de Bastogne n'est, depuis, plus desservie par aucun train. L'association s'évertue de rouvrir la 163 avec l'appui de certains politiciens luxembourgeois tels que Philippe Courard, Dimitri Fourny ou Philippe Collard, ainsi que du soutien de la Région wallonne. Les arguments avancés comme les nouveaux zonings industriels mis en place ou l'augmentation démographique, ne semblent pas avoir convaincu la SNCB puisque la ligne sera démontée prochainement. Cependant, tout espoir n'est pas perdu et les pourparlers continuent avec la SNCB afin de voir le sujet aboutir à l'horizon 2025.

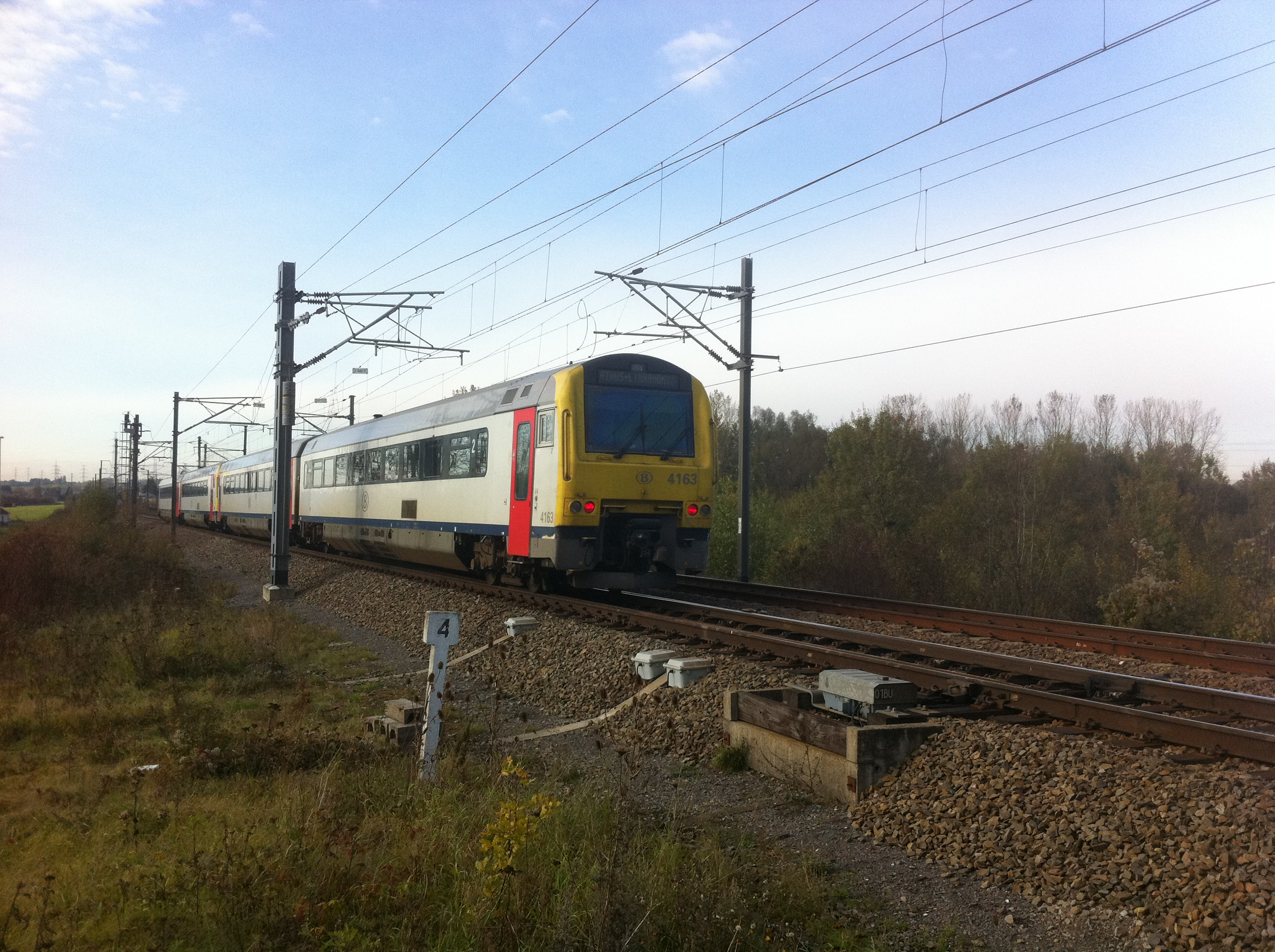
Train autorail sur la ligne 165.

- La ligne 165 Virton-Athus et ligne 167 Athus-Arlon :

La ligne 165 est surtout utilisée par le transport de fret. Elle fait partie, avec la ligne 166 de l'itinéraire ferroviaire « Athus - Meuse », faisant notamment transiter les trains de marchandises depuis le port d'Anvers vers le Terminal conteneurs d'Athus(T.C.A.). Sous l'impulsion des amis du rail, la ligne a été ré-électrifiée et rouverte au service voyageurs le 8 décembre 2006 reliant les villes du sud-Luxembourg par des trains autorails « omnibus » (L) et « heure de pointe » (P). La ré-électrification permit également le transfert de certaines activités de la gare de triage de Stockem vers celle d'Athus.

### La collection d'articles relatifs au rail
L'association est propriétaire de nombreuses photos, objets et documents liés au rail dans la région. Elle s'est notamment portée acquéreuse d'un autorail du type 45 et est en négociations avec la SNCB pour l'amener définitivement en gare d'Halanzy.

### Le modélisme ferroviaire
Les amis du rail disposent de quelques objets de modélisme, notamment une reproduction de la gare d'Halanzy à l'échelle 1/87e.